# Open di Francia 2016 - Doppio leggende femminile
Kim Clijsters e Martina Navrátilová erano le campionesse in carica del torneo doppio leggende femminile. In questa edizione le due giocatrici non hanno partecipato insieme: Kim Clijsters ha fatto coppia con Tracy Austin-Holt, venendo eliminata ai gironi, mentre Martina Navrátilová con Lindsay Davenport.
Proprio il duo americano è diventato campione sconfiggendo in finale Conchita Martínez e Nathalie Tauziat con il punteggio di 6-3, 6-2.

## Tabellone

### Legenda
| - Q = Qualificato - WC = Wild card - LL = Lucky loser | - ALT = Alternate - SE = Special Exempt - PR = Protected Ranking | - w/o = Walkover - r = Ritirato - d = Squalificato |

### Finale
|  | Finale                                |                                       |                                       |   |   |  |
|  |                                       |                                       |                                       |   |   |  |
|  | Lindsay Davenport Martina Navrátilová | Lindsay Davenport Martina Navrátilová | Lindsay Davenport Martina Navrátilová | 6 | 6 |  |
|  | Conchita Martínez Nathalie Tauziat    | Conchita Martínez Nathalie Tauziat    | Conchita Martínez Nathalie Tauziat    | 3 | 2 |  |

### Gruppo A
|    |                                       | L Davenport M Navrátilová | M Bartoli S Testud | A Myskina J Novotná | RR V-P | Set V-P | Game V-P | Pos. |
| A1 | Lindsay Davenport Martina Navrátilová |                           | 6-4, 6-4           | 6-3, 5-7, [10-7]    | 2-0    | 4-1     | 24-18    | 1    |
| A2 | Marion Bartoli Sandrine Testud        | 4-6, 4-6                  |                    | 6-1, 3-6, [6-10]    | 0-2    | 1-4     | 15-22    | 3    |
| A3 | Anastasija Myskina Jana Novotná       | 3-6, 7-5, [7-10]          | 1-6, 6-3, [10-6]   |                     | 1-1    | 3-3     | 20-19    | 2    |

La classifica viene stilata in base ai seguenti criteri: 1) Numero di vittorie; 2) Numero di partite giocate; 3) Scontri diretti (in caso di due giocatori pari merito ); 4) Percentuale di set vinti o di games vinti (in caso di tre giocatori pari merito ); 5) Decisione della commissione.

### Gruppo B
|    |                                    | T Austin-Holt K Clijsters | C Martínez N Tauziat | I Majoli A Sánchez  | RR V-P | Set V-P | Game V-P | Pos. |
| B1 | Tracy Austin-Holt Kim Clijsters    |                           | 3-6, 7–6(5), [8-10]  | 6-2, 6-0            | 1-1    | 3-2     | 22-15    | 2    |
| B2 | Conchita Martínez Nathalie Tauziat | 6-3, 56-7, [10-8]         |                      | 5-7, 7–6(7), [10-3] | 2-0    | 4-2     | 26-23    | 1    |
| B3 | Iva Majoli Arantxa Sánchez         | 2-6, 0-6                  | 7-5, 76-7, [3-10]    |                     | 0-2    | 1-4     | 15-25    | 3    |

La classifica viene stilata in base ai seguenti criteri: 1) Numero di vittorie; 2) Numero di partite giocate; 3) Scontri diretti (in caso di due giocatori pari merito ); 4) Percentuale di set vinti o di games vinti (in caso di tre giocatori pari merito ); 5) Decisione della commissione.